# Miroslav Hroch
 (juin 2011).
Si vous disposez d'ouvrages ou d'articles de référence ou si vous connaissez des sites web de qualité traitant du thème abordé ici, merci de compléter l'article en donnant les références utiles à sa vérifiabilité et en les liant à la section « Notes et références ».
Miroslav Hroch, né le 14 juin 1932 à Prague, est un historien tchèque, professeur à l'université Charles de Prague.
Il s'intéresse aux nationalismes et a notamment écrit Les pré-conditions sociales du renouveau national en Europe.

## Recherches
Il décrit un schéma que suivent toutes les nations dans leur évolution et surtout dans leur construction. Il s'agit d'un schéma descriptif qui organise en 3 phases la création des nations. Tous les pays respectent cette évolution, selon leur propre rythme, mais les phases apparaissent systématiquement.
Phase A : le nationalisme n'existe pas. Le peuple n'a pas de conscience nationale, mais les élites intellectuelles et artistiques font apparaître une nation oubliée. On va redécouvrir les mythes fondateurs ou supposés fondateurs d'une nation qui aurait préexisté.
On assiste généralement à un développement de la philologie et de l'histoire, mais toutes les formes artistiques et scientifiques contribuent à ce pré-sentiment national.
Phase B : la conscience nationale commence à se répandre et l'on assiste à la montée de minorités agissantes qui commencent à proposer un programme politique. Il y a un développement des associations et autres groupes qui font de l'essor national un objectif prioritaire.
Phase C : elle intervient quand les États-nations sont créés. il s'agit de l'inculcation à l'ensemble de la population de l'idée nationale. C'est une volonté étatique qui passe par les institutions (armée, école...).
Il faut préciser que ces phases se chevauchent plus ou moins selon les pays et le contexte, elles ne sont pas bien distinctes, mais le schéma est toujours identique.